# Heiderbos
Heiderbos är en skog i Belgien.   Den ligger i provinsen Limburg och regionen Flandern, i den östra delen av landet, 90 km öster om huvudstaden Bryssel.
I omgivningarna runt Heiderbos växer i huvudsak blandskog. Runt Heiderbos är det tätbefolkat, med 427 invånare per kvadratkilometer.